# Maarn

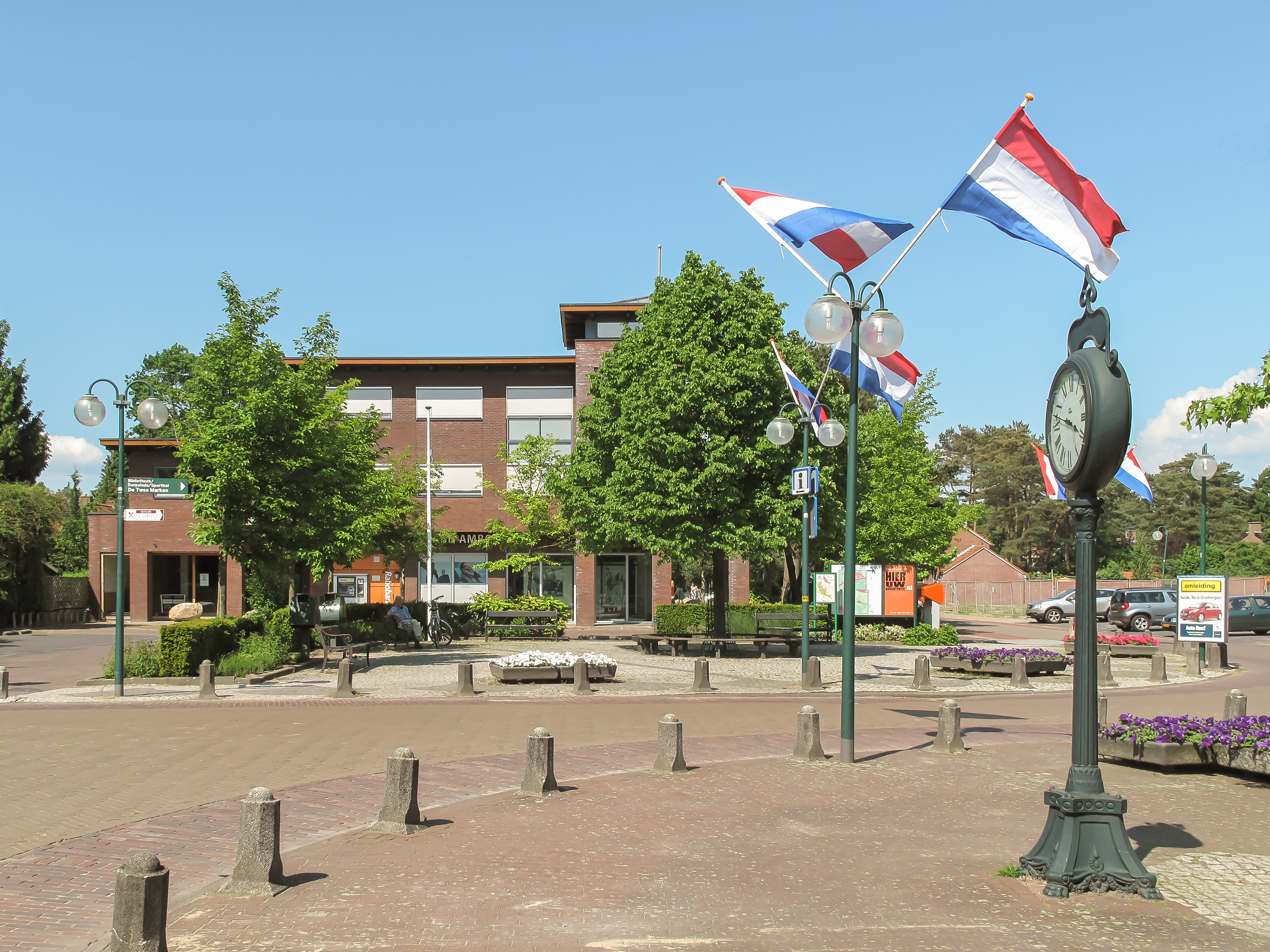
Maarn, vista de la calle: la 5 mei-plein

Maarn es una aldea en los Países Bajos de Utrechtse Heuvelrug, en la provincia  Utrecht. El 1 de enero de 2008, el pueblo tenía 4651 habitantes.

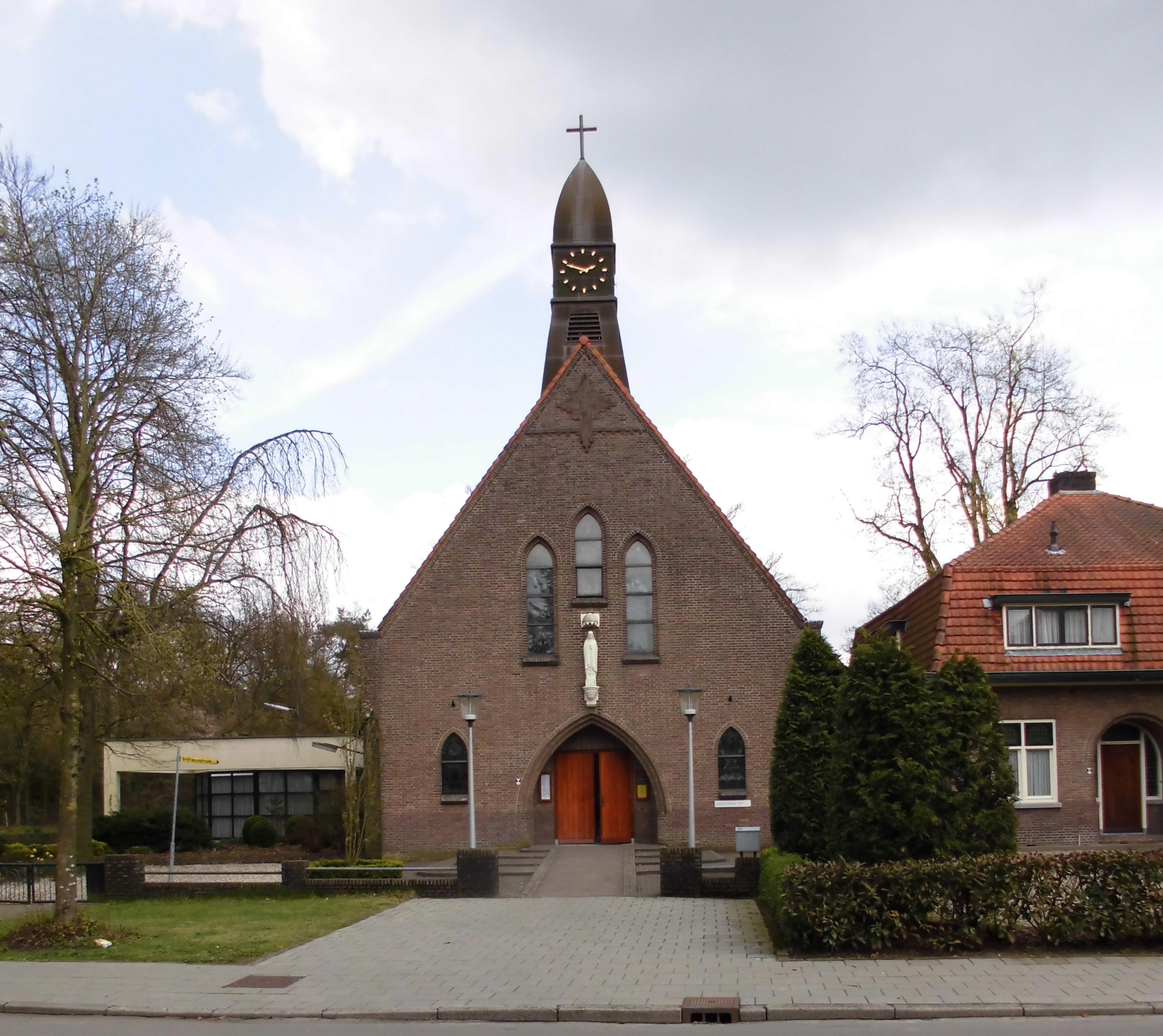
Maarn - st.Theresiakerk

## Historia
El municipio de Maarn ha sido independiente hasta el 1 de enero de 2006}}. En esa fecha, se fusionó con los municipios Doorn, Leersum, Driebergen-Rijsenburg y Amerongen para formar el nuevo municipio de Utrechtse Heuvelrug.